# Герб Александрова (Владимирская область)
Герб городского поселения «Город Александров» Александровского района Владимирской области Российской Федерации.
Исторический герб Александрова 1781 года является официальным гербом городского поселения город Александров согласно Уставу муниципального образования «Город Александров».
Герб подлежит внесению в Государственный геральдический регистр Российской Федерации.

## Описание
В верхней части герб Владимирский. В нижней — в красном поле слесарные тиски и две по сторонам наковальни, в знак того, что в сем городе производят весьма изрядные слесарные работы» — гласит Полное Собрание Законов Российской империи".Устав Муниципального образования город Александров (городское поселение). Приложение № 1. Герб города Александров

## История
Исторический герб уездного города Александров был Высочайше утверждён 16 августа 1781 года императрицей Екатериной II вместе с другими гербами городов Владимирского наместничества (ПСЗРИ, 1781, Закон № 15205).
Подлинное описание герба уездного города Александров гласило: 
«Въ красномъ полҍ слесарные тиски и двҍ по сторонамъ наковальни, въ знакъ того, что въ семъ городҍ производятъ разныя, весьма изрядныя слесарныя работы.ПСЗРИ, 1781, Закон № 15205.
В верхней части герба Александрова размещался герб Владимирский.
Во второй половине XIX века, в период геральдической реформы Кёне, был составлен проект герба Александрова (официально не утверждён). Проект герба выглядел следующим образом: В зелёном поле золотой столб, обременённый чёрным молотком и сопровождаемый по сторонам двумя золотыми гвоздями. В вольной части герб Владимирской губернии.
В советское время исторический герб Александрова не использовался.

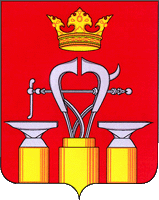
Герб Александровского района (2008 год)

В 2006 году при утверждении Устава города, исторический герб Александрова 1781 года, был утверждён в качестве официального герба городского поселения город Александров.
29 апреля 2008 года был утверждён герб Александровского района, который представляет собой реконструированный вариант исторического герба города Александрова 1781 года.
18 июня 2013 года запланирован выпуск почтовой марки России - Герб Александрова. 